# Sherman Douglas
Sherman Douglas (Washington D. C., 15 de septiembre de 1966) es un exjugador de baloncesto estadounidense que jugó 12 temporadas en la NBA. Con 1,83 metros de estatura, lo hacía en la posición de base.

## Trayectoria deportiva

### Universidad
Jugó durante tres temporadas con los Orangemen de la Universidad de Syracuse, en las que promedió 14,9 puntos y 7,0 asistencias por partido. En 1988 fue incluido en el tercer equipo All-America y al año siguiente en el primero.

### Profesional
Fue elegido en la vigésimo octava posición del Draft de la NBA de 1989 por Miami Heat, jugando además en los Boston Celtics, Milwaukee Bucks, New Jersey Nets y Los Angeles Clippers desde 1989 hasta 2001. Douglas fue el base titular de los Heat. Aunque solo fue una segunda ronda del draft de 1989, su gran campaña (14.3 puntos por partido y 7.6 asistencias por partido) le premió con un puesto en el Equipo Ideal de Rookies de la NBA. Mejoró esa marca en la temporada 1990-1991, cuando lideró los Heat en anotación (18.5) y asistencias (8.5) y fue nombrado el jugador más valioso del equipo.
Tras presionar a la directiva antes de la temporada 1991-1992, Douglas jugó cinco partidos con Miami antes de ser traspasado a los Boston Celtics por Brian Shaw el 10 de enero de 1992. Douglas jugaría el mejor baloncesto de su carrera para los míticos Boston Celtics, consiguiendo guiar al equipo a los playoffs en la temporada 1994-1995 pese a su récord de 35-47. Douglas promedió 14.7 puntos 6.9 asistencias por partido ese año.
Sherman Douglas logró el récord de todos los tiempos de la NCAA de asistencias en 1989 cuando jugaba para los Syracuse University Orange. También es conocido como "El General" y revolucionó el tiro en carrera por el que se convirtió en legendario en ciertos círculos.
Jugó en Los Angeles Clippers en la temporada 1998-1999 y fue traspasado a los Nets el año siguiente.

## Estadísticas de su carrera en la NBA

### Temporada regular
| Año     | Equipo      | PJ  | PT  | MPP  | %TC  | %3P  | %TL  | RPP | APP | ROB | TPP | PPP  |
| ------- | ----------- | --- | --- | ---- | ---- | ---- | ---- | --- | --- | --- | --- | ---- |
| 1989–90 | Miami       | 81  | 66  | 30.5 | .494 | .161 | .687 | 2.5 | 7.6 | 1.8 | .1  | 14.3 |
| 1990–91 | Miami       | 73  | 73  | 35.1 | .504 | .129 | .686 | 2.9 | 8.5 | 1.7 | .1  | 18.5 |
| 1991–92 | Miami       | 5   | 2   | 19.6 | .516 | .000 | .714 | 1.2 | 3.8 | .8  | .0  | 7.4  |
| 1991–92 | Boston      | 37  | 0   | 17.7 | .455 | .111 | .680 | 1.5 | 4.1 | .6  | .2  | 7.3  |
| 1992–93 | Boston      | 79  | 36  | 24.5 | .498 | .207 | .560 | 2.1 | 6.4 | .6  | .1  | 7.8  |
| 1993–94 | Boston      | 78  | 78  | 35.8 | .462 | .232 | .641 | 2.5 | 8.8 | 1.1 | .1  | 13.3 |
| 1994–95 | Boston      | 65  | 43  | 31.5 | .475 | .244 | .689 | 2.6 | 6.9 | 1.2 | .0  | 14.7 |
| 1995–96 | Boston      | 10  | 4   | 23.4 | .429 | .143 | .625 | 2.3 | 3.9 | .2  | .0  | 9.8  |
| 1995–96 | Milwaukee   | 69  | 62  | 30.4 | .514 | .379 | .754 | 2.3 | 5.8 | .9  | .1  | 11.5 |
| 1996–97 | Milwaukee   | 79  | 79  | 29.3 | .502 | .333 | .667 | 2.4 | 5.4 | 1.0 | .1  | 9.7  |
| 1997–98 | New Jersey  | 80  | 11  | 21.2 | .495 | .304 | .669 | 1.7 | 4.0 | .7  | .1  | 8.0  |
| 1998–99 | Los Angeles | 30  | 19  | 28.1 | .438 | .000 | .632 | 1.9 | 4.1 | .9  | .1  | 8.2  |
| 1999–00 | New Jersey  | 20  | 2   | 15.5 | .500 | .313 | .893 | 1.5 | 1.7 | .9  | .0  | 6.0  |
| 2000–01 | New Jersey  | 59  | 7   | 18.5 | .403 | .200 | .748 | 1.3 | 2.4 | .6  | .1  | 5.7  |
| Total   | Total       | 765 | 482 | 27.6 | .484 | .267 | .678 | 2.2 | 5.9 | 1.0 | .1  | 11.0 |

### Playoffs
| Año     | Equipo     | PJ | PT | MPP  | %TC  | %3P  | %TL  | RPP | APP | ROB | TPP | PPP  |
| ------- | ---------- | -- | -- | ---- | ---- | ---- | ---- | --- | --- | --- | --- | ---- |
| 1991–92 | Boston     | 6  | 0  | 10.8 | .360 | .000 | .500 | 0.7 | 1.7 | .0  | .0  | 3.2  |
| 1992–93 | Boston     | 4  | 4  | 41.5 | .378 | .000 | .667 | 6.5 | 9.5 | 1.0 | .0  | 11.0 |
| 1994–95 | Boston     | 4  | 4  | 42.0 | .353 | .333 | .727 | 5.0 | 8.3 | 1.0 | .3  | 15.0 |
| 1997–98 | New Jersey | 3  | 2  | 41.7 | .523 | .400 | .700 | 2.7 | 8.3 | 2.0 | .0  | 18.3 |
| Total   | Total      | 17 | 10 | 30.8 | .401 | .273 | .684 | 3.4 | 6.2 | .8  | .1  | 10.5 |